# Taylor (Arizona)
Taylor é uma vila localizada no estado americano do Arizona, no condado de Navajo. Foi incorporada em 1966.

## Geografia
De acordo com o United States Census Bureau, a vila tem uma área de 84,6 km², onde 84,5 km² estão cobertos por terra e 0,1 km² por água.

### Localidades na vizinhança
O diagrama seguinte representa as localidades num raio de 56 km ao redor de Taylor.

## Demografia
Segundo o censo nacional de 2010, a sua população é de 4 112 habitantes e sua densidade populacional é de 48,6 hab/km². Possui 1 464 residências, que resulta em uma densidade de 17,3 residências/km².